# 훙커우 축구장역
훙커우 축구장역(중국어: 虹口足球场站, 영어: Hongkou Football Stadium)은 상하이 훙커우 구 둥장완루에 있는 훙커우 축구장과 루쉰 공원 주변의 역이다. 상하이 지하철 3호선과 8호선이 지나간다. 3호선은 고가 측면식 역이며, 8호선은 지하 섬식 역이다. 환승은 훙차오 축구장 근처에서 가능하다.

## 개요
루신 공원과 상하이 축구장 근처에 상하이 지하철 3호선, 8호선이 지나가는 교통의 요지이다.

## 역사
- 2000년 12월 26일 3호선 개통
- 2007년 12월 29일 8호선 개통

## 주변
- 루쉰 공원(鲁迅公园)
- 훙커우 축구장(虹口足球场)

## 버스 환승
- 버스 노선: 1, 51, 52, 70, 101, 132, 139, 302 ,329, 502, 537, 597, 854, 991, 167, 18, 47, 318, 863, 939, 962
  - 机场四线
  - 宝杨码头专线

## 출구
- 3호선
  - 1번 출구: 东江湾路 동쪽，东体育会支路 남
  - 2번 출구: 东江湾路 동쪽，四川北路 북
  - 3번 출구: 西江湾路 동쪽，花园路 북
  - 4번 출구: 西江湾路 동쪽，东体育会支路 남
- 8호선
  - 1번 출구: 东江湾路东侧，四川北路北
  - 2번 출구: 花园路南侧，西江湾路西

## 같이 보기
- 상하이 지하철
- 상하이 지하철 3호선
- 상하이 지하철 8호선
- 상하이 체육관역
- 상하이 경기장역
- 훙커우 축구장